# Kazuma Takai
Kazuma Takai (高井 和馬 Takai Kazuma?, Chiba, 8 de mayo de 1994) es un futbolista japonés que juega como centrocampista en el Yokohama FC de la J1 League.

## Trayectoria

### Clubes
| Club                   | País  | Año       |
| ---------------------- | ----- | --------- |
| Thespakusatsu Gunma    | Japón | 2017      |
| Tokyo Verdy            | Japón | 2018      |
| Renofa Yamaguchi F. C. | Japón | 2018-2021 |
| Mito HollyHock         | Japón | 2022      |
| Renofa Yamaguchi F. C. | Japón | 2022      |
| Yokohama FC            | Japón | 2023-     |